# (4730) Xingmingzhou
(4730) Xingmingzhou es un asteroide perteneciente al cinturón de asteroides, descubierto el 7 de diciembre de 1980 por el equipo del Observatorio de la Montaña Púrpura desde el Observatorio de la Montaña Púrpura, Nankín (China).

## Designación y nombre
Designado provisionalmente como 1980 XZ. Fue nombrado Xingmingzhou en honor al meteorólogo y cazador de cometas Xing-Ming Zhou vivía en la provincia de Xinjiang, detectó 64 cometas cercanos al sol en imágenes del SOHO's LASCO y una en imágenes del SOHO's.SWAN.

## Características orbitales
Xingmingzhou está situado a una distancia media del Sol de 3,123 ua, pudiendo alejarse hasta 3,260 ua y acercarse hasta 2,986 ua. Su excentricidad es 0,043 y la inclinación orbital 11,98 grados. Emplea 2016 días en completar una órbita alrededor del Sol.

## Características físicas
La magnitud absoluta de Xingmingzhou es 11,3. Tiene 24,628 km de diámetro y su albedo se estima en 0,104.